# Taiz

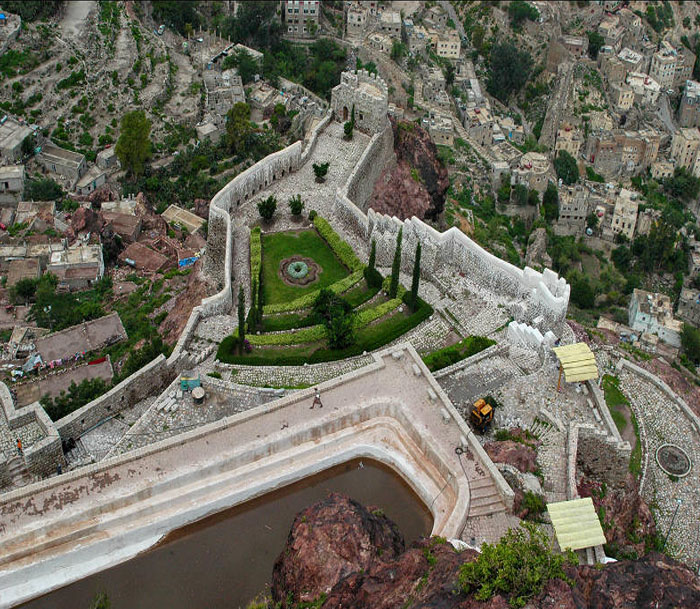

Taiz, (em árabe: تعز; romaniz.: Ta'izz) é uma cidade localizada nas terras altas do Iêmen, próximo ao célebre porto de Moca, no mar Vermelho. Está situada a uma altitude de 1400 metros, e no censo de 2014 tinha cerca de 615 mil habitantes.
A cidade é capital da província de Taiz. Tem diversos bairros judaicos chamados shahab. A produção de café na cidade é a atividade econômica mais tradicional e importante na cidade sendo conhecida desde o século XX.
Os campos de plantação de alguns vegetais e narcóticos tem certa importância local. Na parte industrial se destaca a produção de tecelagem com algodão, fabrico de joias e queijos. Taiz é uma das cidades mais industrializadas do país.